# Platopsomyia flavida
Platopsomyia flavida är en tvåvingeart som beskrevs av James 1937. Platopsomyia flavida ingår i släktet Platopsomyia och familjen vapenflugor.
Artens utbredningsområde är Kuba. Inga underarter finns listade i Catalogue of Life.